# Дуб-красень (Черкаський район)
Дуб-красень — ботанічна пам'ятка природи місцевого значення. Об'єкт розташований на території Черкаського району Черкаської області, квартал 28 ділянка 1 Таганчанського лісництва.
Площа — 0,1 га, статус отриманий у 1979 році.